# Anzio
Anzio est une ville italienne d'environ 60 400 habitants, située dans la ville métropolitaine de Rome Capitale dans le Latium.
Station balnéaire connue pour son port de pêche touristique et ses villas parmi lesquelles, le Paradiso sul mare, c'est également un port qui sert de point de départ pour les ferries et les hydroglisseurs assurant la liaison avec les îles Pontines de Ponza, Palmarola et Ventotene.

## Histoire

### L'héritage d'Antium

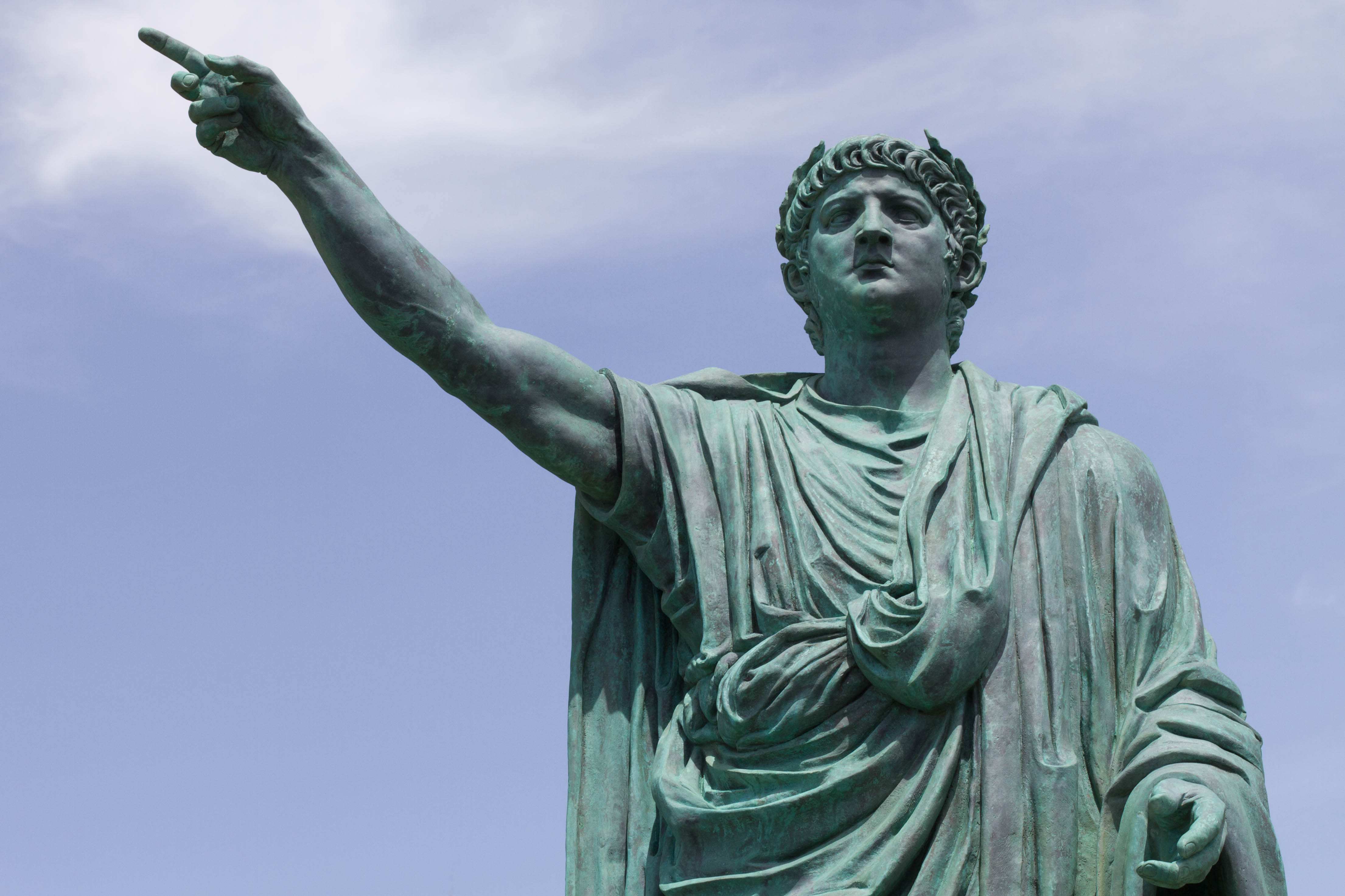
Statue moderne de l'empereur Néron à Anzio, réalisée par Claudio Valenti (2010).

L'antique cité d'Antium fut la ville de naissance des empereurs Caligula et Néron.
Le symbole de la ville d'Anzio, la déesse Fortuna, fait aujourd'hui directement référence à la vénération dont elle faisait l'objet à Antium, dont le territoire est en grande partie occupée par la commune moderne, ainsi que par une portion de celle de Nettuno.
C'est cette dernière ville qui, au Moyen Âge, prit l'ascendant sur Anzio. À la fin du XVIe siècle, le pape Clément VIII achète la seigneurie de Nettuno, comprenant le territoire d'Anzio. Il veilla à donner des instructions à Bartolomeo Cesi afin de sauvegarder les ruines romaines d'Antium.
Dans la dernière décennie du XVIIe siècle, sur l'ordre du pape Innocent XII, le port fut reconstruit à l'Est de celui qui avait été créé par Néron, permettant une croissance économique notable dans les alentours, qui se confirma au siècle suivant. Le village grandit rapidement et se développa encore lorsque la noblesse romaine découvrit le site et en fit un lieu de villégiature.

### La ville moderne
En 1857, le pape Pie IX fonde la commune d'Anzio, en fractionnant celle de Nettuno. Jusqu'en 1885, elle porte officiellement le nom de Porto d'Anzio. Anzio connut à partir de la fin du XIXe siècle un remarquable développement comme station balnéaire.

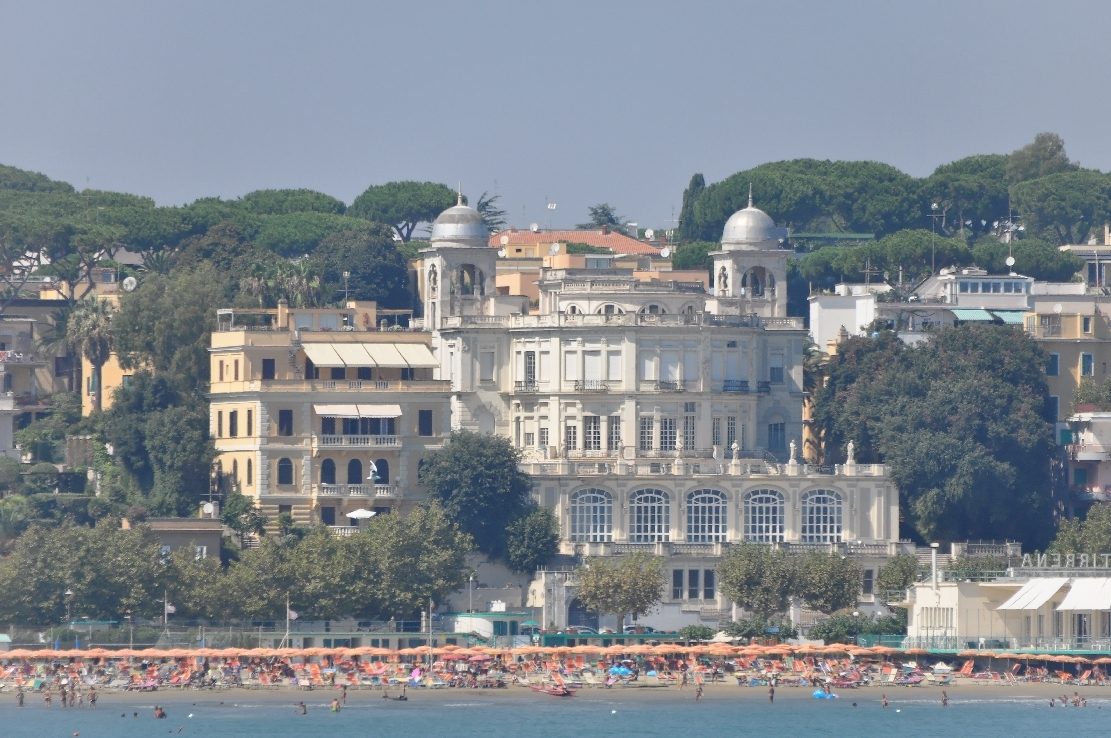
Le Paradiso sul Mare.

La construction en 1924 du Paradiso sul Mare, un palais dans le style Art nouveau originellement destiné à devenir un casino, témoigne de l'engouement pour la petite ville.
En 1925, le premier câble sous-marin de télégraphie est inauguré à Anzio, reliant directement la ville à New York et faisant d'Anzio le centre italien des télécommunications. Cette même station servit quelques années plus tard à relier l'Italie à l'Argentine, au Brésil et à l'Uruguay.

### Seconde Guerre mondiale

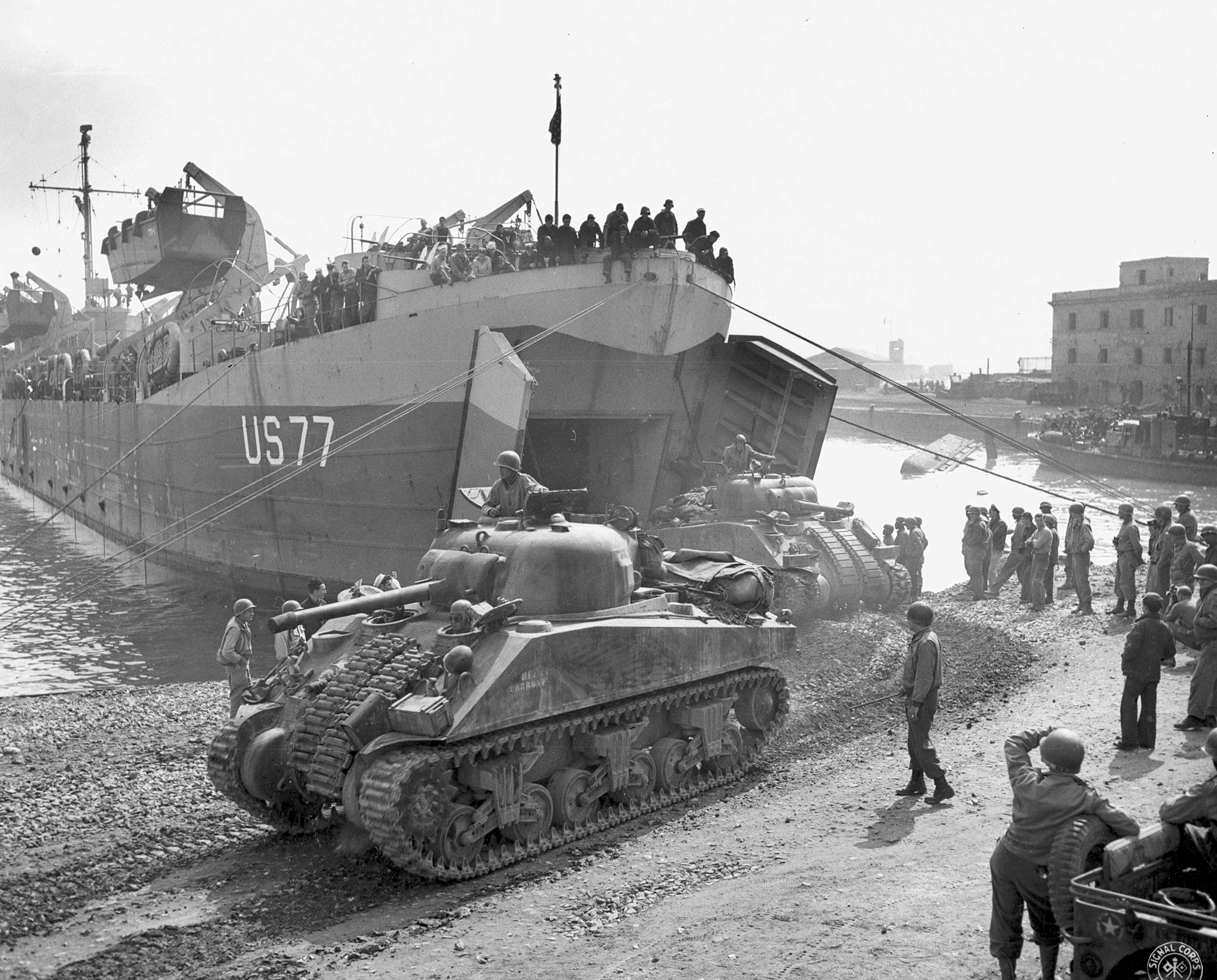
Le débarquement de 1944.

La ville d'Anzio est également connue pour être le site d'un débarquement des forces alliées (opération Shingle) ayant entraîné une bataille de quatre mois, au cours de la campagne d'Italie, pendant la Seconde Guerre mondiale. Deux cimetières militaires sont aujourd'hui situés à quelques kilomètres d'Anzio : le Commonwealth of Nations Anzio War Cemetery et le Beach Head War Cemetery.
La bataille d'Anzio est représentée dans les films The Wall d'Alan Parker, Lo Sbarco di Anzio d'Edward Dmytryk et Darby's Rangers de William A. Wellman.

### Personnalités liées à la ville
- Caligula, né à Antium le 31 août 12 et mort à Rome le 24 janvier 41, empereur romain.
- Néron, né à Antium le 15 décembre 37 et mort à Rome le 9 juin 68, empereur romain.
- Amilcare Cipriani, né à Porto d'Anzio[4] le 18 octobre 1843 et mort à Paris le 2 mai 1918, patriote italien et militant anarchiste.
- Nazzareno Antinori, né à Anzio le 2 juillet 1950, artiste lyrique.
- Alessio Romagnoli, né à Anzio le 12 janvier 1995, footballeur.

## Administration
| Période                                  | Période       | Identité             | Étiquette                             | Qualité |
| ---------------------------------------- | ------------- | -------------------- | ------------------------------------- | ------- |
| novembre 1998                            | février 2008  | Candido De Angelis   | Alleanza Nazionale                    |         |
| février 2008                             | avril 2008    | Mario De Meo         |                                       |         |
| avril 2008                               | juin 2018     | Luciano Bruschini    | Le Peuple de la liberté, Forza Italia |         |
| juin 2018                                | novembre 2022 | Candido De Angelis   | Ligue du Nord                         |         |
| novembre 2022                            | en cours      | Antonella Scolamiero |                                       |         |
| Les données manquantes sont à compléter. |               |                      |                                       |         |

### Hameaux
Anzio Colonia, Marechiaro, Cincinnato, Falasche, Villa Claudia, Lavinio Stazione, Lavinio Mare, Padiglione, Lido dei Gigli, Lido dei Pini

### Communes limitrophes
Aprilia (LT), Ardea, Nettuno